# Яцкий, Евгений Владимирович
Евгений Владимирович Яцкий (26 марта 1997, Октябрьск, Самарская область, Россия) — российский футболист, опорный полузащитник.

## Карьера
Воспитанник сызранского футбола. Взрослую карьеру начал в 2012 году в дубле клуба «Сызрань-2003» в любительском первенстве России. В профессиональном футболе дебютировал в апреле 2014 года в основной команде «Сызрань-2003» во второй лиге России, всего за три с половиной сезона сыграл 61 матч за клуб. Летом 2018 года перешёл в другой клуб второй лиги — «Сокол» (Саратов), где провёл один сезон, сыграв 24 матча. В составе «Сызрани» становился третьим призёром зонального турнира второго дивизиона (2017/18), в составе «Сокола» — вторым призёром.
В июле 2019 года перешёл в клуб первого дивизиона «Чайка» (Песчанокопское), но не провёл ни одного матча и уже через два месяца подписал контракт с клубом «Акрон». С «Акроном» стал победителем зонального турнира в прерванном из-за пандемии COVID-19 сезоне 2019/20 и поднялся из второй лиги в первую, где осенью 2020 года сыграл 12 матчей.
В 2021 году перешёл в казахстанский клуб «Акжайык». Дебютировал в высшем дивизионе Казахстана 14 марта 2021 года в матче против «Тобола». Всего в первой половине сезона 2021 года сыграл 15 матчей в высшей лиге, после чего покинул клуб.
В феврале 2022 года подписал полугодовой контракт с «Волгой» (Ульяновск), сыграл за клуб 3 матча, а «Волга» стала победителем зонального турнира второй лиги сезона 2021/22. Затем около двух лет нигде не выступал. В сентябре 2024 года вернулся в «Сызрань-2003», играющую на уровне чемпионата Самарской области.

## Клубная статистика
| Игровая карьера | Игровая карьера | Игровая карьера | Игровая карьера | Ч-т | Ч-т | Кубок | Кубок | Межд. | Межд. | Др. | Др. |
| --------------- | --------------- | --------------- | --------------- | --- | --- | ----- | ----- | ----- | ----- | --- | --- |
| 2019/2020       | Чайка           | Флаг России     | Б               | -   | -   | -     | -     | -     | -     | -   | -   |
| 2019/2020       | Акрон           | Флаг России     | В               | 6   | 0   | -     | -     | -     | -     | -   | -   |
| 2020/2021       | Акрон           | Флаг России     | Б               | 12  | 0   | -     | -     | -     | -     | -   | -   |
| 2021            | Акжайык         | Флаг Казахстана | A               | 15  | 0   | -     | -     | -     | -     | -   | -   |